# Jaegeria
Jaegeria je rod glavočika smješten u vlastiti podtribus Jaegeriinae, dio je tribusa Millerieae.
Sastoji se od 11 vrsta rasprostranjenih od Meksika do sjeverne Argentine i Galapagosa.

## Vrste
1. Jaegeria axillaris S.F.Blake
2. Jaegeria bellidiflora (Moc. & Sessé ex DC.) A.M.Torres & Beaman
3. Jaegeria glabra B.L.Rob.
4. Jaegeria gracilis Hook.f.; endem sa Galapagosa.
5. Jaegeria hirta (Lag.) Less.
6. Jaegeria macrocephala Less.
7. Jaegeria pedunculata Hook. & Arn.
8. Jaegeria purpurascens B.L.Rob.
9. Jaegeria rubustior Rzed.
10. Jaegeria standleyi (Steyerm.) B.L.Turner
11. Jaegeria sterilis McVaugh

## Sinonimi
- Aganippea DC.; Prodr [A. DC.]. 6: 3 (1838)
- Heliogenes Benth.; Pl. Hartw.: 42 (1840)
- Macella K.Koch; Index Seminum hort. Berol. 1855: 13 (1855)